# Gloster IV
Il Gloster IV  era un idrocorsa realizzato in tre esemplari dalla Gloster Aircraft Company per partecipare alla Coppa Schneider del 1927.

## Storia del progetto
In vista dell'edizione del 1927 della Coppa Schneider l'Air Ministry era determinato a migliorare sensibilmente i risultati della squadra inglese ottenuti nelle ultime partecipazioni. Nel 1923 e 1925 la competizione era stata vinta dagli americani su velivoli Curtiss, e nel 1926 dagli italiani con il Macchi M.39. In quest'ultima edizione la squadra britannica non si era nemmeno presentata al via. Per migliorare questo stato di cose, così deludente, l'Air Ministry emise ordini per ben tre modelli di aereo, il Gloster IV, il Supermarine S.5 e lo Short Crusader.
Il capo progettista della Gloster Aircraft Company, ingegnere Henry Folland, studiò uno sviluppo del precedente modello, il Gloster III, dotato di resistenza aerodinamica molto ridotta, radiatori di raffreddamento integrati nelle ali, e galleggianti di propria produzione.

## Descrizione tecnica
L'aereo era un biplano, monoposto, monomotore. La configurazione alare biplana, con ali di apertura diseguale  (sesquiplana), adottava la configurazione a gabbiano al fine di ridurre al minimo la resistenza aerodinamica alla giunzione ala-fusoliera. L'ala superiore era posta in posizione mediana, mentre quella inferiore era attaccata alla parte bassa delle fusoliera. Le ali erano costruite in legno e ricoperte in tela. La fusoliera monoscocca, costruita in legno, era estremamente leggera e ricoperta da tela. L'impennaggio di coda era del tipo cruciforme.
Il propulsore installato era un Napier Lion VIIB a 12 cilindri a W raffreddati a liquido, erogante la potenza di 885 hp (660 kW) ed azionante un'elica metallica bipala a passo variabile Gloster del diametro di 2,33 m. I radiatori di raffreddamento di tipo laminare erano posizionati sulla superficie alare e su quella superiore dei galleggianti. La capacità di carburante dei serbatoi era pari a 263 litri.
I due galleggianti gemelli, costruiti in duralluminio dalla Gloster,  erano sorretti ciascuno da una coppia di montanti a V, rinforzati da tiranti in acciaio.

## Impiego operativo

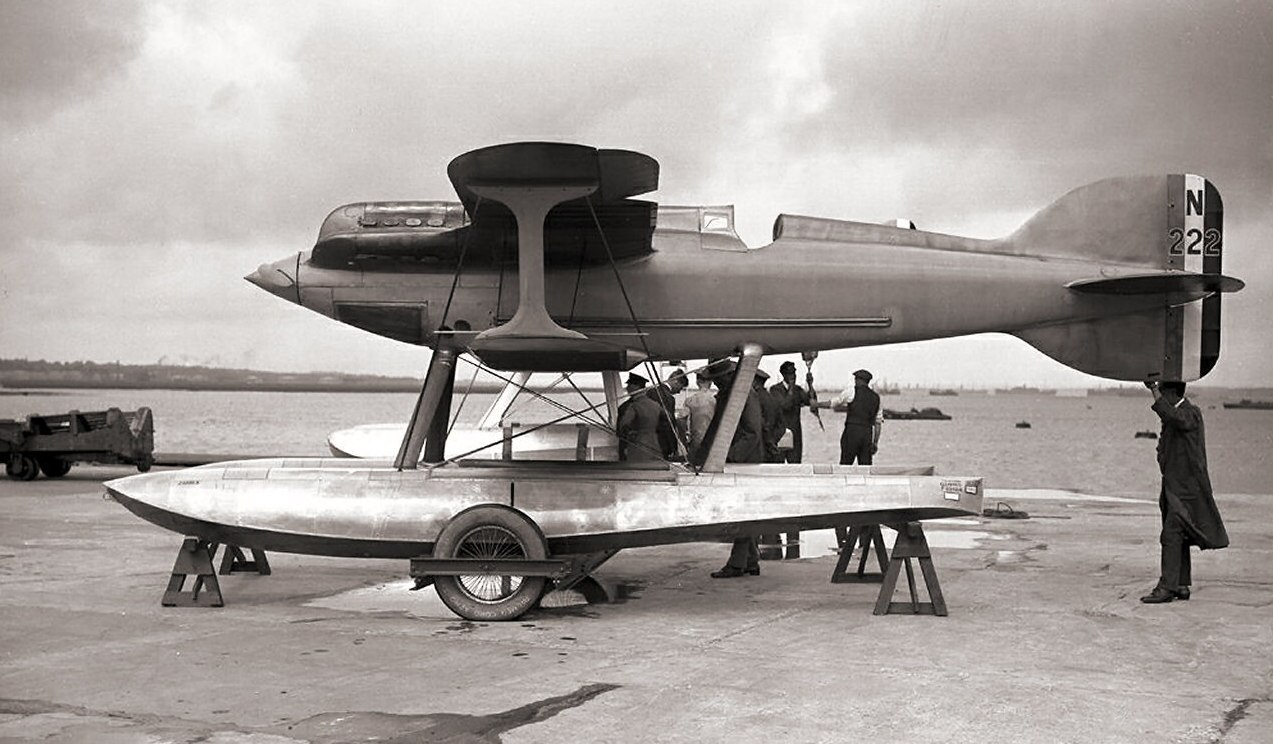
Il Gloster IVB fotografato a Calshot prima della partenza per Venezia, settembre 1927.

Furono costruiti tre esemplari del Gloster IV, al costo di 8 250 sterline cadauno, che differivano tra di loro per la superficie alare e nell'impennaggio di coda. Questi aerei andarono in volo per la prima volta a Calshot tra il luglio e l'agosto 1927, con i due velivoli dotati di superficie alare ridotta (Gloster IVA e IVB) mandati a Venezia il 16 del mese di agosto. Il modello Gloster IVB fu infine prescelto per competere in gara insieme ai due S.5, mentre l'unico Crusader era andato perduto durante un volo di collaudo in quanto i cavi di controllo degli alettoni erano stati erroneamente incrociati durante il riassemblaggio del velivolo.
Il giorno della gara, il 26 settembre 1927, il Gloster IVB al comando del flight lieutenant Samuel Kinkead, fu il primo aereo a decollare, completando cinque giri prima di essere costretto al ritiro. La gara fu poi vinta dal flight lieutenant Sidney Webster su uno degli S.5. Durante i successivi controlli emerse che l'albero dell'elica del Gloster risultava seriamente incrinato e avrebbe probabilmente ceduto se Kinkead non avesse abbandonato.
Dopo la fine della competizione, il 4 ottobre i Gloster IVA e IVB ritornarono a Felixstowe, nel Regno Unito, e il 26 gennaio 1928 rimandati in fabbrica per essere modificati, alzando l'ala superiore, al fine di migliorare la visibilità del pilota, e utilizzati come aerei da addestramento per l'alta velocità in vista della gara del 1929. L'esemplare N224 fu sperimentalmente equipaggiato con un'elica dotata di pale ad apertura maggiorata, e poi venduto al pilota civile Amherst Villiers; l'obiettivo era di trasformarlo in aereo terrestre al fine di conquistare il record mondiale di velocità. Tale modifica non venne mai realizzata. L'N223 andò perso in fase di ammaraggio il 19 dicembre 1930, mentre ai comandi si trovava il flight lieutenat John Nelson Boothman. L'N222 fu usato per l'addestramento dei piloti fino al 1931 e compì altri 147 voli prima di andare perduto.

## Versioni
- Gloster IV: un esemplare (N224) nella versione originale, dotata di motore Napier Lion VIIA da 900 hp (721 kW) a trasmissione diretta.[7]
- Gloster IVA: un esemplare (N222) con ali ad apertura ridotta, impennaggio di coda cruciforme, e propulsore Napier Lion VIIA.[7]
- Gloster IVB: un esemplare (N223) con ali ad apertura ridotta e propulsore Napier Lion VIIB dotato di albero di trasmissione con riduttore.[7]

## Utilizzatori

### Militari
Regno Unito
Royal Air Force - High Speed Flight

### Annotazioni
1. ↑  Assistito dall'ingegnere H.E. Preston.
2. ↑  La cui azienda, tra le altre cose, aveva creato un motore per la Bugatti Tipo 13.